# Rolando Uríos
Pour les articles homonymes, voir Uríos.
Rolando Uríos Fonseca, né le 27 janvier 1971 à Bayamo à Cuba, est un ancien joueur de handball cubain évoluant au poste de pivot. Après avoir joué pour l'équipe nationale de Cuba, il est naturalisé Espagnol et porte alors le maillot de l'équipe nationale d'Espagne avec laquelle il est champion du monde 2005.

## Biographie
En club, après avoir évolué dans son pays natal au club de Bayamo où il occupe les postes de pivot, de gardien ou d'ailier, il rejoint l'Europe, tout d'abord en Hongrie au Veszprém KSE avec lequel il remporte le championnat de Hongrie en 1998 puis à l'US Ivry.
En compagnie de Carlos Pérez ou Julio Fis, il se fait remarquer avec l'équipe nationale de Cuba, notamment au championnat du monde 1999 où il termine meilleur buteur (57 buts) et est élu meilleur pivot de la compétition puis aux Jeux olympiques de 2000 où il termine également 4e meilleur buteur (42 buts).
Mais au retour de Sydney, il est, comme tous ses compatriotes, assigné à résidence dans son pays par le gouvernement cubain. Par conséquent, il ne participe pas au championnat du monde 2001 où Cuba déclare forfait et ne joue pas un seul match avec Ivry,. Un accord est alors trouvé avec l'US Ivry pour qu'il rejoigne au mois de mai le club espagnol du BM Ciudad Real,. Il participe à l'ascension d'une équipe qui deviendra la meilleure équipe d'Espagne (quatre titres de champion) puis du monde, remportant cinq coupes d'Europe dont la Ligue des champions à trois reprises en 2006, 2008 et 2009
Par la suite, il obtient la nationalité espagnole et devient l'un des éléments essentiels de la sélection espagnole qui obtient le titre mondial lors du Championnat du monde 2005 en Tunisie, puis remporte la médaille d'argent l'année suivante lors du Championnat d'Europe 2006 en Suisse, battu par la France.
En 2009, sérieusement blessé au genou, il annonce sa retraite des terrains de hand,. En hommage, BM Ciudad Real a décidé de retirer son numéro, le 17, de la circulation.
Son fils, Rolando Uríos González, né à Cuba en 1999, est également handballeur professionnel en Allemagne.

## Palmarès

### En clubs
Compétitions internationales
- Vainqueur de la Ligue des champions (3) : 2006, 2008, 2009
  - Finaliste en 2005
- Vainqueur de la Coupe des Coupes (2) : 2002 et 2003
- Vainqueur de la Supercoupe d'Europe (3) : 2005, 2006, 2008

Compétitions nationales
- Vainqueur du championnat de Hongrie (1) : 1998
- 3e place du Championnat de France en 2000
- Vainqueur du championnat d'Espagne (4) : 2004, 2007, 2008, 2009
- Vainqueur de la Coupe du Roi (2) : 2003, 2008
- Vainqueur de la Coupe ASOBAL (5) : 2004, 2005, 2006, 2007, 2008
- Vainqueur de la Supercoupe d'Espagne (2) : 2005, 2008

### Sélections nationales

#### Avec Cuba
Rolando Uríos cumule 79 sélections et ? buts avec l'équipe nationale de Cuba entre 1991[réf. nécessaire] et 2000. Ses résultats sont :
Championnats du monde
- 8e au championnat du monde 1999 en  Égypte

Jeux olympiques
- 11e aux Jeux olympiques de 2000 de Sydney en  Australie

Jeux panaméricains
- Médaille d'or des Jeux panaméricains de 1991[8]
- Médaille d'or des Jeux panaméricains de 1995[7]
- Médaille d'or des Jeux panaméricains de 1999[7]

Championnats panaméricain
- Médaille d'or au Championnat panaméricain 1994
- Médaille d'or au Championnat panaméricain 1996
- Médaille d'or au Championnat panaméricain 1998

#### Avec l'Espagne
Rolando Uríos cumule 53 sélections et 182 buts avec l'équipe nationale d'Espagne entre 2004 et 2007. Ses résultats sont :
Championnats du monde
- Médaille d'or au championnat du monde 2005 en  Tunisie
- 7e au championnat du monde 2007 en  Allemagne

Championnats d'Europe
- Médaille d'argent au championnat d'Europe 2006 en  Suisse

Jeux olympiques
- 7e aux Jeux olympiques de 2004 d'Athènes en  Grèce

### Distinctions individuelles
Avec l'équipe nationale de Cuba :

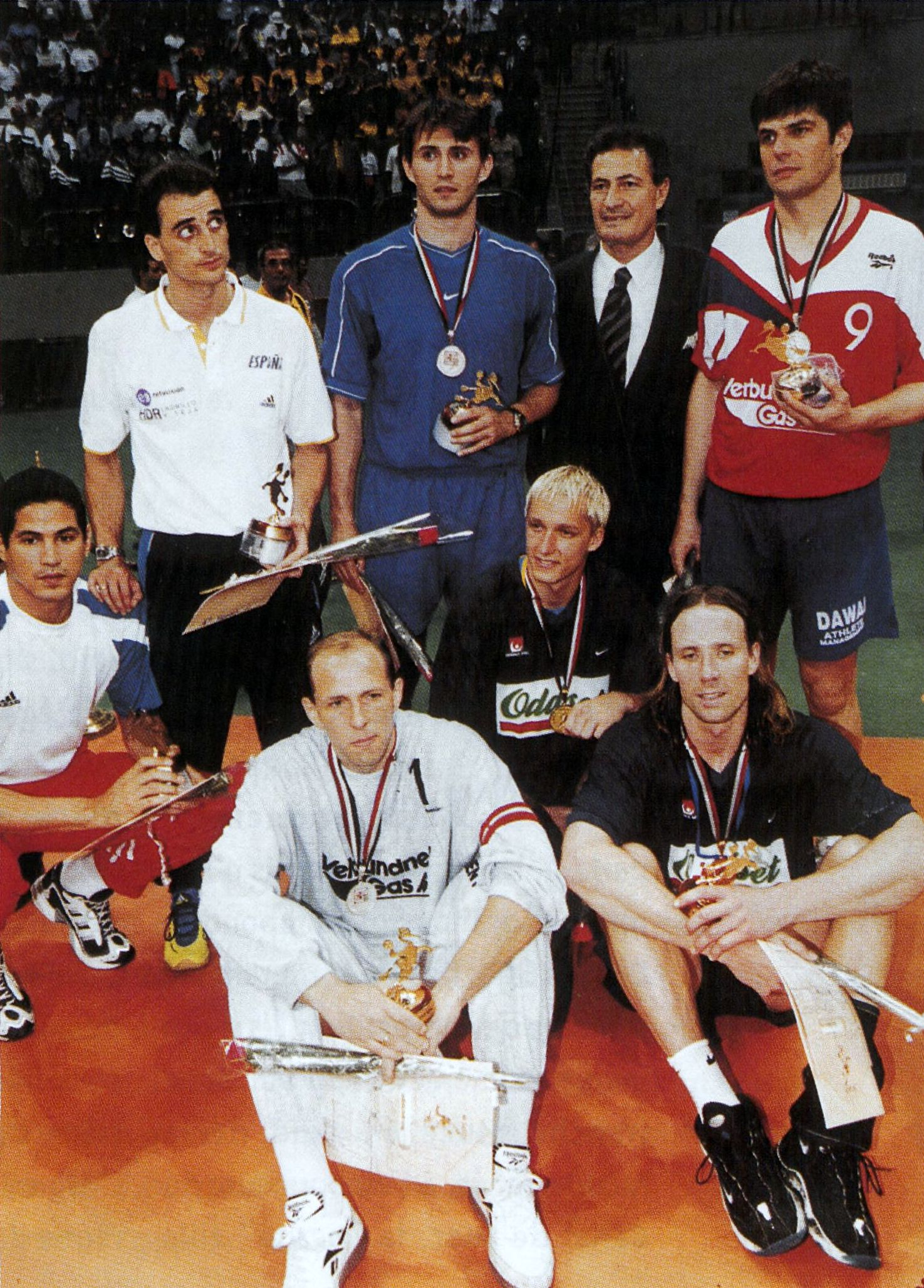
Rolando Uríos (accroupi à gauche) fait partie de l'équipe-type de la compétition du championnat du monde 1999.

- Meilleur buteur des Jeux panaméricains de 1991 avec 25 buts marqués[8]
- Meilleur buteur du championnat du monde 1999 avec 57 buts marqués
- 4e meilleur buteur des Jeux olympiques de 2000 avec 42 buts marqués
- Élu meilleur pivot du championnat du monde 1999

Avec l'équipe nationale d'Espagne :
- Élu meilleur pivot du championnat d'Europe 2006

En club
- Élu meilleur pivot de la saison en Championnat d'Espagne[9] : 2005, 2006, 2007(avec Ciudad Real)

## Galerie

Rolando Uríos ou le rôle difficile du pivot
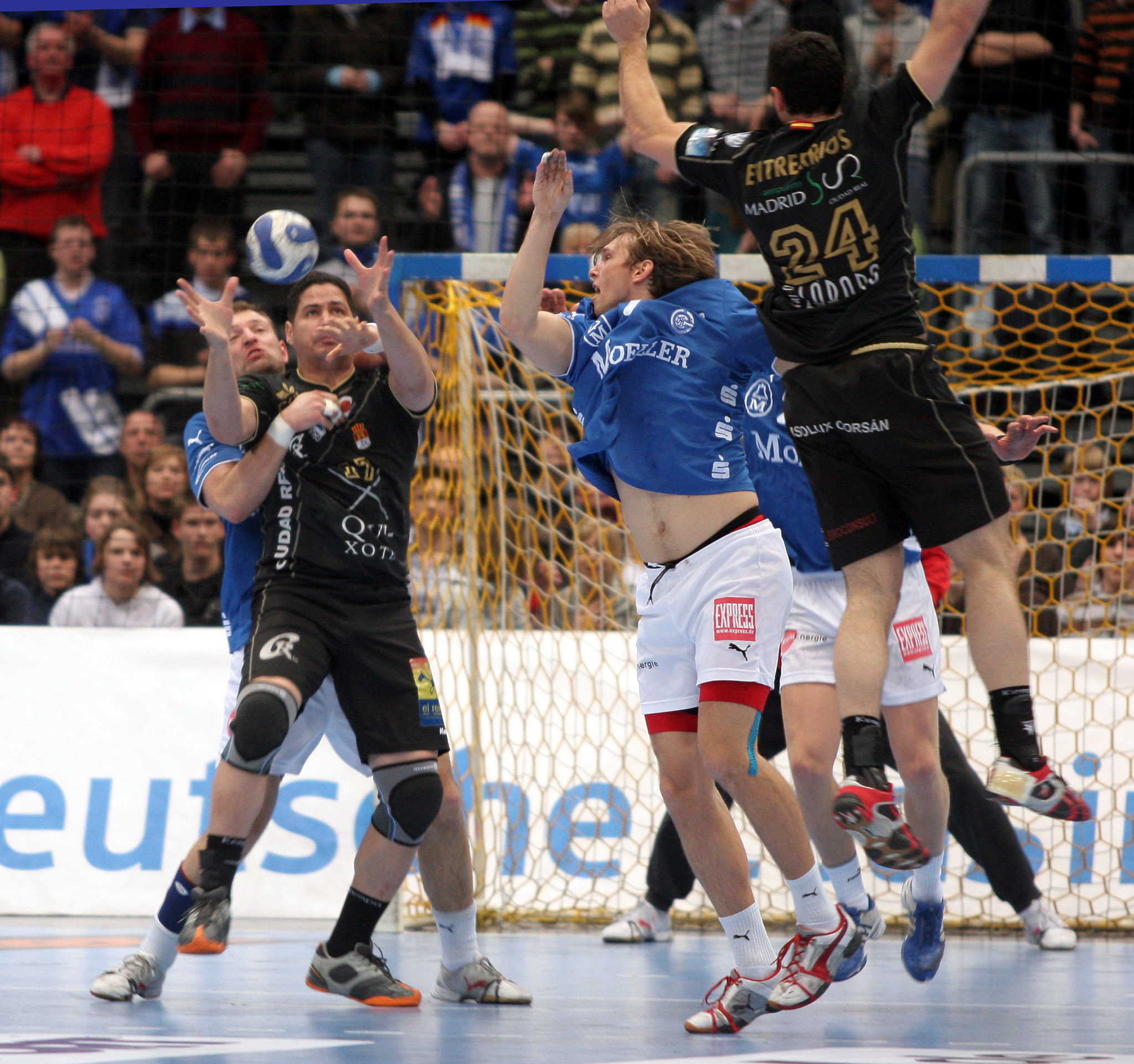
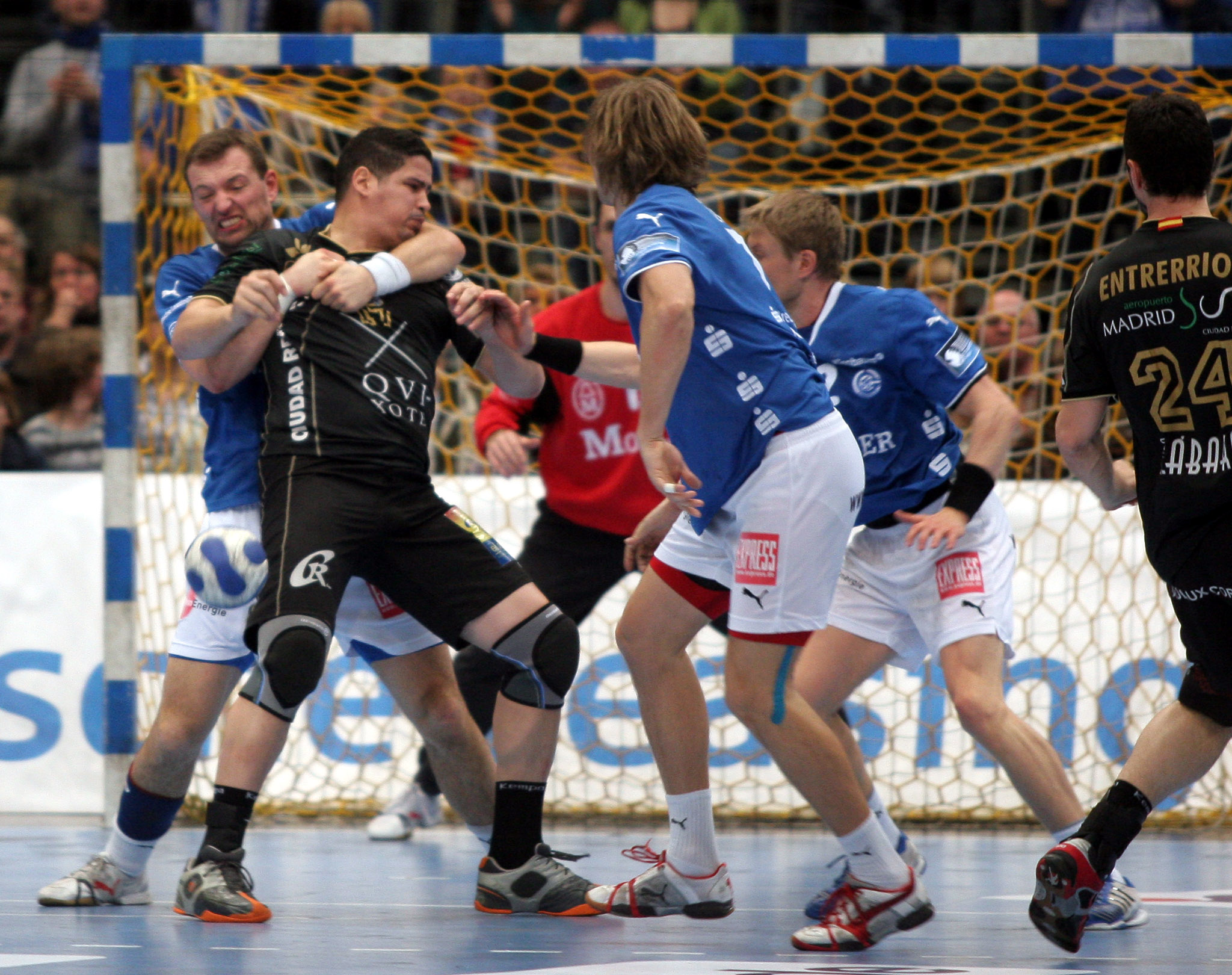
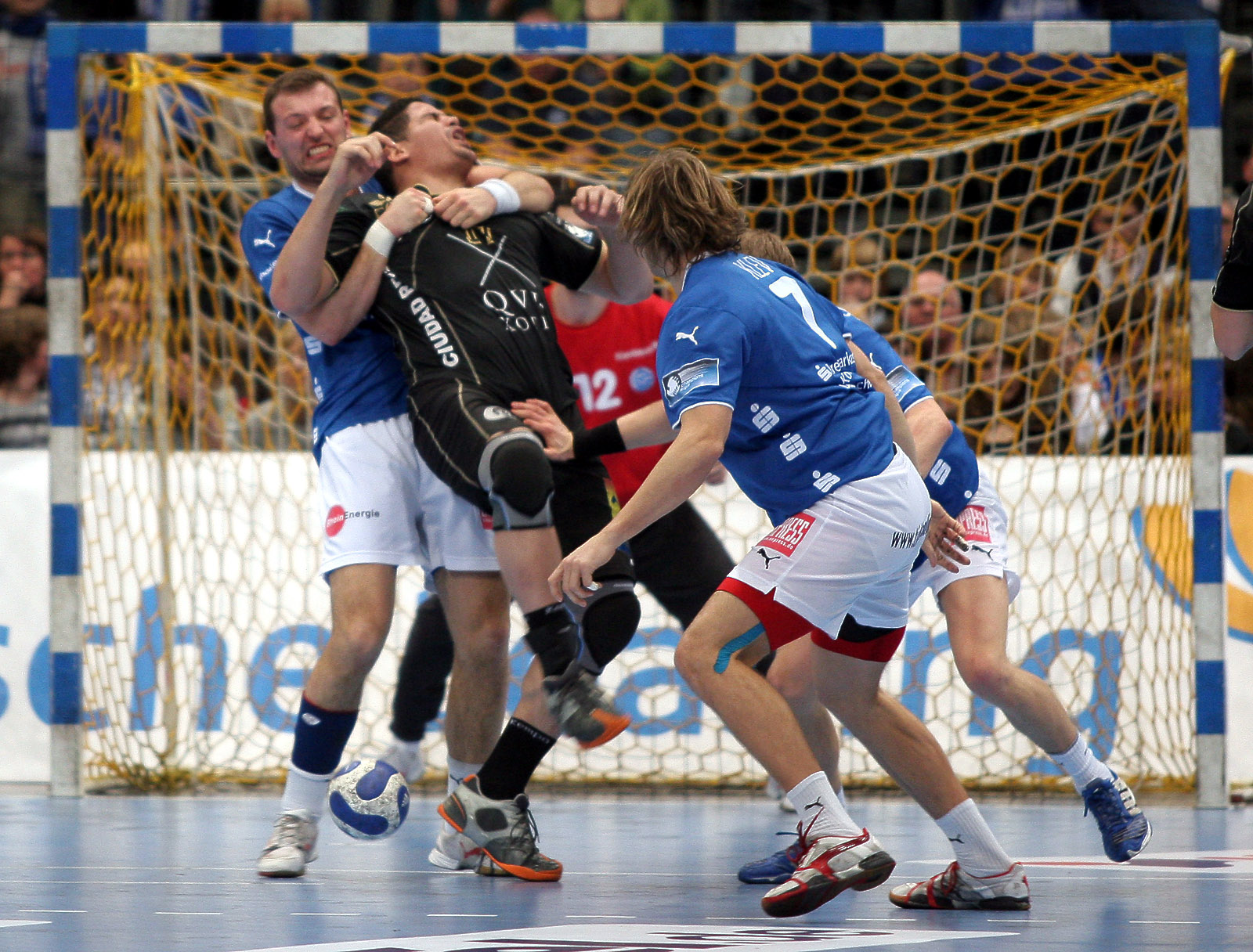
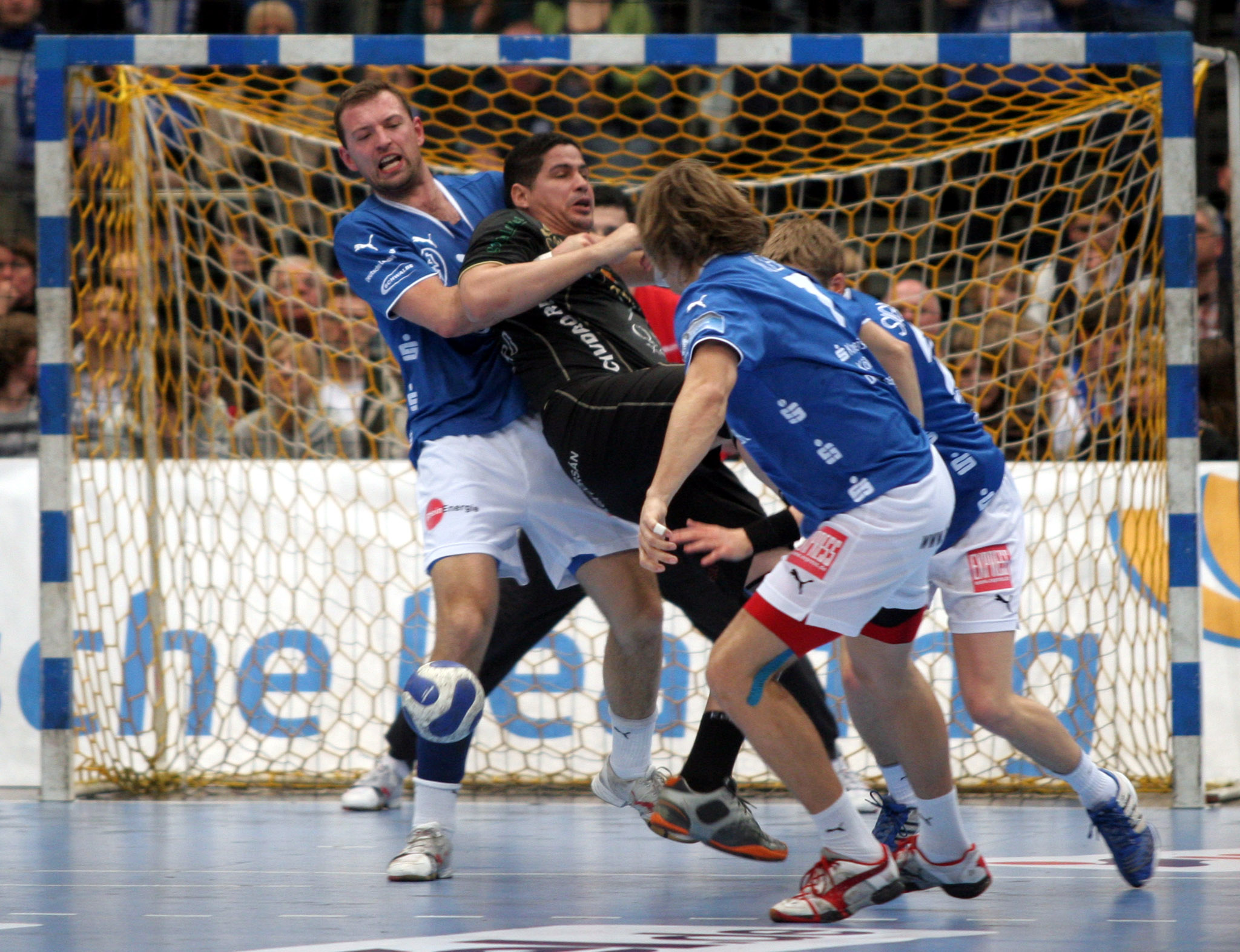